# Bahnhof Rohrbach (Pfalz)
Der Bahnhof Rohrbach (Pfalz), von 1855 bis 1895 Rohrbach b. Landau und von 1895 bis 1999 Rohrbach-Steinweiler, ist der Bahnhof der rheinland-pfälzischen Ortsgemeinde Rohrbach. Er verfügt über zwei Bahnsteiggleise und liegt im Verkehrsverbund Rhein-Neckar (VRN, Tarifzone 212). Im Zuge eines 1996 vereinbarten Übergangstarifs werden jedoch auch Karten des Karlsruher Verkehrsverbundes (KVV) anerkannt. Die Anschrift des Bahnhofs lautet Jahnstraße 1.
Er wurde am 26. November 1855 als Durchgangsbahnhof der als „Pfälzische Maximiliansbahn“ bezeichneten Strecke Neustadt–Wissembourg eröffnet. Mit Inbetriebnahme der Klingbachtalbahn nach Klingenmünster am 1. Dezember 1892 wurde er Knotenbahnhof. Diese Funktion verlor er wieder, als dort 1957 der Personenverkehr und elf Jahre später auch der Güterverkehr eingestellt wurde. Inzwischen ist er zu einem Haltepunkt zurückgebaut. Das denkmalgeschützte frühere Empfangsgebäude befindet sich seit 2016 im Besitz zweier Privatpersonen.

## Lage
Der Bahnhof liegt östlich der Gemeinde Rohrbach (Pfalz). Die Bahnstrecke verläuft im Bahnhofsbereich geradlinig von Nordost nach Südwest. Direkt im Einzugsgebiet der Bahnstation überquert die Landesstraße 493 die Gleise. Der Bahnsteig in Fahrtrichtung Landau liegt nördlich des Bahnübergangs, der Bahnsteig in Richtung Winden und das Empfangsgebäude befinden sich südlich davon.

## Geschichte

### Planung und Bau
Nachdem innerhalb des benachbarten bayerischen Rheinkreises im Zeitraum von 1847 bis 1849 die Pfälzische Ludwigsbahn von Ludwigshafen nach Bexbach entstanden war, gab es Diskussionen, ob eine Strecke am Gebirge von Neustadt über Landau ins elsässische Wissembourg oder am Rhein über Speyer, Germersheim und Wörth dringender und wünschenswerter sei. Vor allem das Militär bevorzugte die Streckenführung am Rand des Pfälzerwalds und der Vogesen. Allerdings bewirkten die politischen Ereignisse des Jahres 1848, dass das Projekt zunächst zum Erliegen kam.
Im Januar 1850 erschien im damaligen Neustadt an der Haardt eine Broschüre, in der ein Schienenweg über Landau nach Wissembourg propagiert und in der unter anderem mit der größeren Siedlungsdichte gegenüber den unmittelbar am Rhein gelegenen Orten argumentiert wurde. Die Entscheidung fiel im Jahr 1852 schließlich zu Gunsten der Gebirgslinie, nachdem im Vorjahr Gutachten und Untersuchungen eingeleitet worden waren. Am 3. November desselben Jahres gab der damalige bayerische König Maximilian II grünes Licht für den Bau, indem er die Gründung einer Aktiengesellschaft genehmigt hatte, die das Projekt in Angriff nahm.
Zunächst wurde eine Streckenführung über Bergzabern in Erwägung gezogen, was jedoch an der hügeligen Landschaft und den daraus resultierenden höheren Kosten scheiterte. Stattdessen sollte die Strecke über Rohrbach, Winden und Schaidt ins Elsass führen.

### Eröffnung und weitere Entwicklung

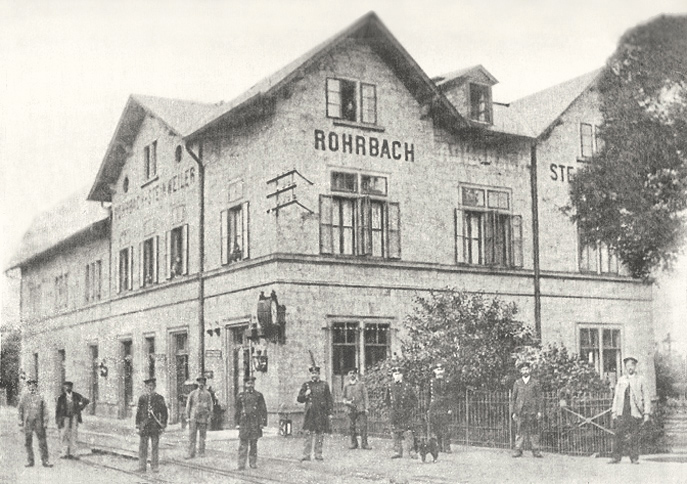
Bahnhof – damaliger Name Rohrbach-Steinweiler – im Jahr 1895

Nachdem der Streckenabschnitt der „Pfälzische Maximiliansbahn“ genannten Strecke Neustadt–Landau bereits am 18. Juli 1855 eröffnet worden war, folgte der restliche Abschnitt bis Wissembourg einschließlich des Bahnhofs Rohrbach b. Landau am 26. November des Jahres. Bereits in den Anfangsjahren fanden vor Ort regelmäßig Zugkreuzungen statt, so beispielsweise von einem Schnell- und einem Personenzug. Zu diesem Zeitpunkt war er der einzige Bahnhof zwischen Landau und Winden, was in den Nachbarorten Insheim und Steinweiler Unmut auslöste. Als es zur selben Zeit Pläne einer von der Maximiliansbahn abzweigenden Strecke nach Karlsruhe gab, wurde unter anderem Rohrbach als Abzweigbahnhof in Erwägung gezogen. Dagegen erhob jedoch die Stadt Bergzabern Einspruch, da sie durch diese Maßnahme verkehrstechnische Nachteile befürchtete. Dies hatte schließlich Erfolg; mit Rücksicht auf die Kurstadtinteressen wurde schließlich Winden als nächstgelegene Station als Ausgangspunkt festgelegt. Am 1. Dezember 1892 wurde die im Bahnhof beginnende Klingbachtalbahn nach Klingenmünster eröffnet. Pläne, diese in die westliche Richtung nach Bergzabern durchzubinden und in die östliche über Herxheim bis nach Rülzheim zu verlängern, setzten sich jedoch nicht durch. Wenige Jahre später wurde der Bahnhof wegen seiner Bedeutung für die Nachbargemeinde Steinweiler, die sich vergeblich um einen eigenen Bahnhalt bemüht hatte, in „Rohrbach-Steinweiler“ umbenannt.
Anfang des 20. Jahrhunderts erhielt der Bahnhof wie alle in der Pfalz Bahnsteigsperren. Während dieser Zeit wurde der Bahnhof von der Betriebs- und Bauinspektion Landau verwaltet und war Sitz einer Bahnmeisterei. Nachdem Deutschland den Ersten Weltkrieg verloren hatte und das französische Militär einmarschiert war, wurde am 1. Dezember 1918 der Maximiliansbahn-Streckenabschnitt südlich von Maikammer-Kirrweiler für den Personenverkehr gesperrt, drei Tage später jedoch wieder freigegeben. 1922 wurden die Strecke und der Bahnhof Rohrbach-Steinweiler der neu gegründeten Reichsbahndirektion Ludwigshafen zugeordnet. Ein Jahr später wurden die am Bahnhof beschäftigten Eisenbahner im Zuge des von Frankreich durchgeführten, bis 1924 dauernden Regiebetriebs ausgewiesen. Danach kehrten sie zurück. Im April 1931 forderte die Deutsche Reichsbahn die Gemeinde Steinweiler auf, sich an den Kosten für die Beleuchtung am Bahnhof zu beteiligen, was die Steinweilerer Verwaltung per Vertragsunterzeichnung schließlich akzeptierte. Nach Auflösung der Reichsbahndirektion Ludwigshafen übernahm die Reichsbahndirektion Saarbrücken zum 1. April 1937 die Zuständigkeit; zu dieser Zeit unterstand er dem Betriebsamt (RBA) Landau.

### Deutsche Bundesbahn und Deutsche Bahn
Die Deutsche Bundesbahn gliederte den Bahnhof nach dem Zweiten Weltkrieg in die Bundesbahndirektion Mainz ein, der sie alle Bahnlinien innerhalb des neu geschaffenen Bundeslandes Rheinland-Pfalz zuteilte. Am 1. Juni 1957 endete auf der Klingbachtalbahn der Personenverkehr und am 24. September 1968 auch der Güterverkehr, der zuletzt keine große Rolle mehr gespielt hatte. 1971 gelangte der Bahnhof mit der Auflösung der Mainzer Direktion in den Zuständigkeitsbereich ihres Karlsruher Pendants.

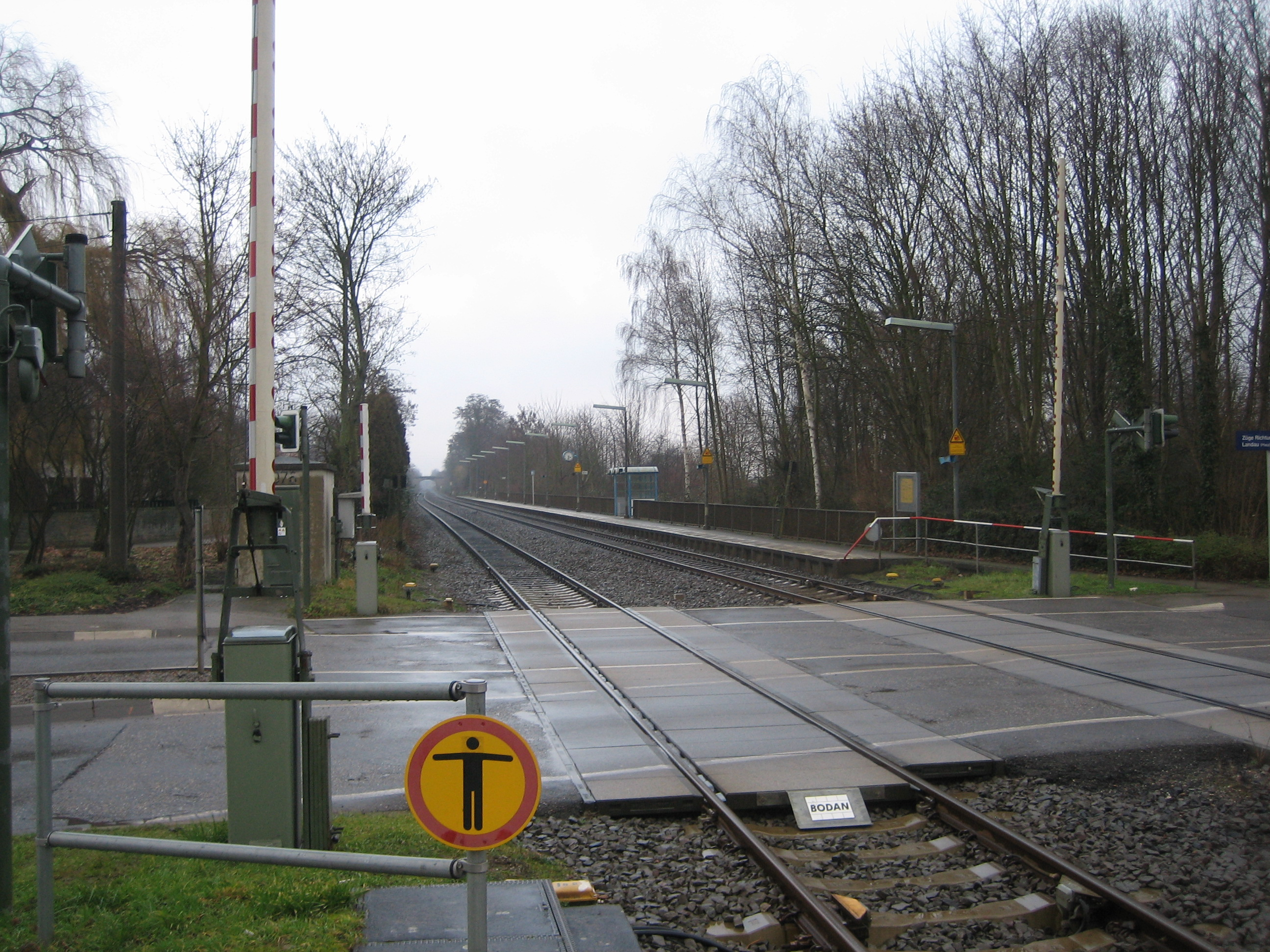
In den 1980er Jahren in Betrieb genommener Bahnsteig für Züge in Richtung Landau

In den 1980er Jahren wurden die Bahnsteige modernisiert. Der Inselbahnsteig, der den Zügen Richtung Landau gedient hatte, wurde dabei durch einen Seitenbahnsteig nördlich der Straße nach Herxheim bei Landau/Pfalz ersetzt, um für den Individualverkehr die Wartezeiten am Bahnübergang zu reduzieren. Mit der Einstellung des Güterverkehrs und dem entsprechenden Rückbau der Gleisanlagen vor Ort folgte die Aufgabe des Bahnhofs als Blockstelle; damit einhergehend wurde er zum Haltepunkt reduziert. Seit 1996 ist der Bahnhof im Bereich des Verkehrsverbundes Rhein-Neckar (VRN). Im selben Jahr wurde ebenso der Tarif des KVV anerkannt.
Mitte 1999 folgte in Zusammenhang mit der Inbetriebnahme des Haltepunkts Steinweiler die Umbenennung der Station in Rohrbach (Pfalz). 2016 kaufte ein Unternehmerpaar aus dem nahen Herxheim das zwischenzeitlich ungenutzte Empfangsgebäude.

## Bauwerke

### Gebäude
Das denkmalgeschützte Empfangsgebäude ist ein stattlicher spätklassizistischer, zwei- bis zweieinhalbgeschossiger Typenbau aus dem letzten Viertel des 19. Jahrhunderts. Das Gebäude hatte eine Grundfläche von 178 m2, kostete 10.633 Gulden und entsprach dem Stationsgebäude in Knörringen (heute Knöringen-Essingen). Für den Bahnbetrieb spielt es mittlerweile keine Bedeutung mehr. Für die Dauer mehrerer Jahrzehnte besaß es keinen neuen Verwendungszweck und stand somit leer; seine Bausubstanz verschlechterte sich zunehmend. Die Gemeinde Rohrbach kaufte der DB das Bauwerk schließlich für einen geringen Preis ab. 2016 erwarb schließlich ein Herxheimer Unternehmerpaar das Gebäude, das es schrittweise in einen „Kultur- und Event-Bahnhof“ umwandeln möchte. Noch im selben Jahr bezogen mehrere Institutionen das Gebäude; eine nimmt namentlich auf das Eröffnungsjahr des Bahnhofs Bezug. Die offizielle Eröffnung war für das Frühjahr 2017 vorgesehen. Zusätzlich wurde in der Erstausstattung des Bahnhofs noch ein Güterschuppen errichtet, der inzwischen abgerissen wurde.

### Bahnsteige
| Gleis | Nutzbare Länge | Bahnsteighöhe | Aktuelle Nutzung                  |
| ----- | -------------- | ------------- | --------------------------------- |
| 1     | 194 m          | 38 cm         | Fahrtrichtung Landau in der Pfalz |
| 2     | 198 m          | 38 cm         | Fahrtrichtung Winden (Pfalz)      |

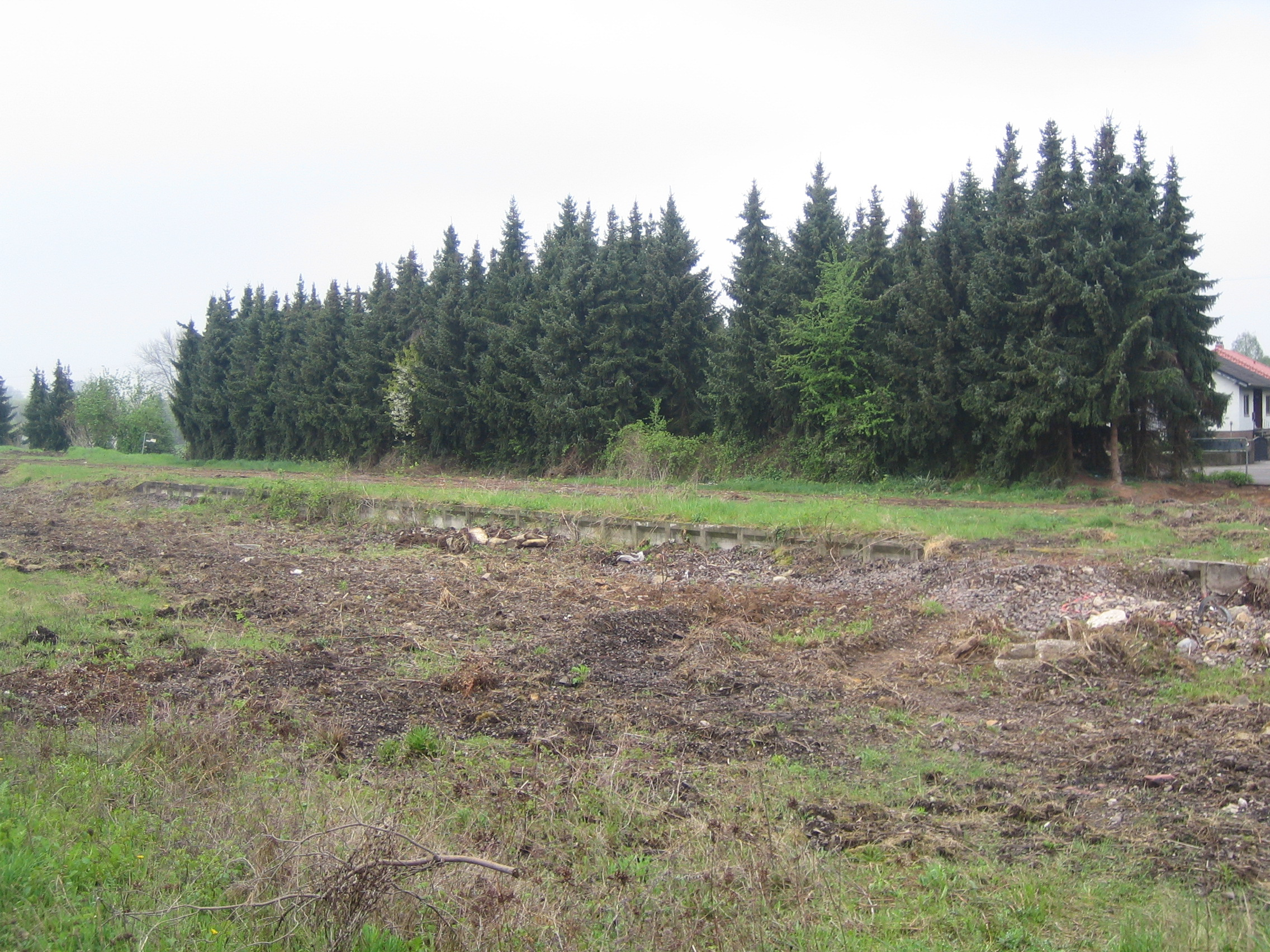
2006 abgerissener Bahnsteig für Züge der inzwischen nicht mehr existierenden Klingbachtalbahn

Früher gab es noch den sogenannten „Klingbachtalbahnsteig“ sowie die Lage der Stumpfgleise. Von diesem Bahnsteig startete die ehemalige Klingbachtalbahn in Richtung Klingenmünster. Im Jahr 2006 sind dieser Bahnsteig und die Trassen der Stumpfgleise einer Umgehungsstraße gewichen.

## Verkehr

### Personenverkehr
1860 verkehrten drei Zugpaare zwischen Neustadt und Wissembourg in jede Richtung, die am Bahnhof Station machten. Im Fahrplan des Jahres 1897 gab es im Nahverkehr Züge, die lediglich Teilabschnitte der Maxbahn wie Landau–Weißenburg oder Landau–Winden bedienten. Anfang der 1920er wies der Nahverkehr sechs Zugpaare zwischen Neustadt und Wissembourg (ehemals Weißenburg) auf. Während des französischen Regiebetriebs, der am 7. März 1923 begann, existierten durchgängige Nahverkehrsverbindungen von Wissembourg bis Wiesbaden mit Halt an jedem Unterwegsbahnhof. Der Regiebetrieb dauerte bis Anfang 1924. Züge von beziehungsweise nach Wissembourg gab es aufgrund der zunehmenden Verlagerung der Verkehrsströme in der Folgezeit kaum. Der Fahrplan von 1944 wies teilweise durchgehende Nahverkehrszüge von Karlsruhe über Winden, Landau und Zweibrücken bis nach Saarbrücken auf.

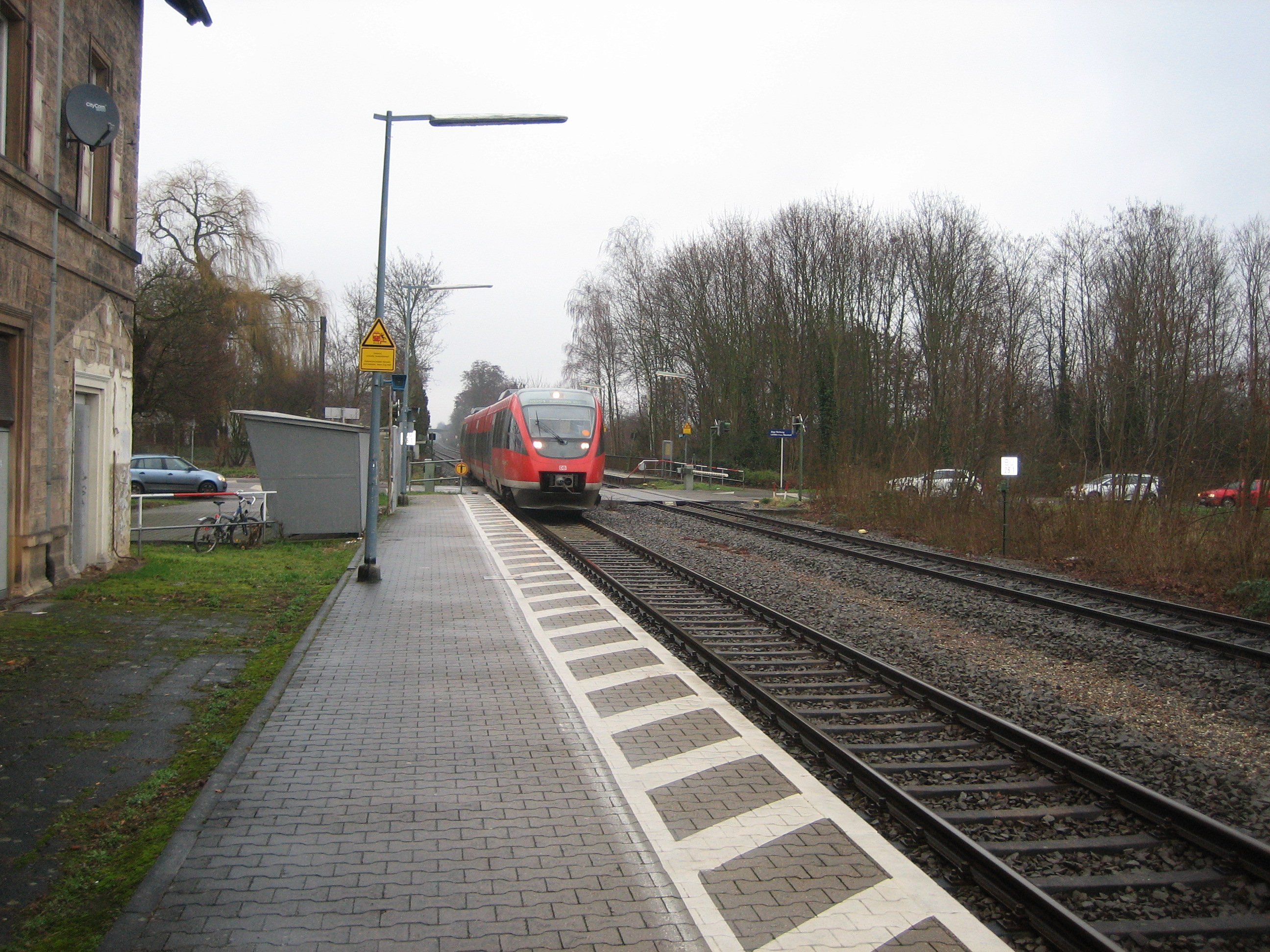
Zug nach Karlsruhe bei der Einfahrt in den Bahnhof Rohrbach Anfang 2014

Bereits im Oktober 1945 gab es zwei Züge der Relation Neustadt–Wörth. Ein halbes Jahr später verkehrten an Werktagen vier Züge der Relation Landau–Wörth. Die meisten Züge zwischen Winden und Wissembourg fuhren nicht über Landau hinaus. Im Nahverkehr gab es in den Folgejahrzehnten bis auf wenige Ausnahmen zwischen Landau und Wissembourg keine durchgehenden Verbindungen bis Neustadt, stattdessen war ein Umstieg in Landau erforderlich. Bis zur Einstellung des Personenverkehrs auf der Klingbachtalbahn im Jahr 1957 wurden einzelne Fahrten bis nach Landau durchgebunden. Im Gegensatz zum Abschnitt Winden−Wissembourg, der 1975 den Personenverkehr für die Dauer von 22 Jahren einbüßte, blieb der Abschnitt Neustadt–Winden von größeren Einschnitten trotz der Reduzierung des Zugangebots verschont. Mitte der 1990er Jahre fuhren von Landau aus Regionalbahnen bis Karlsruhe oder ab Wörth über Speyer bis Ludwigshafen. Mitte 1999 wurden die Regionalbahnen der Relation Landau–Karlsruhe bis Neustadt verlängert.
Der Bahnhof wird pro Richtung stündlich von Regionalbahnen der Linie RB 51 bedient (Stand 2024). Die Züge fahren nach Neustadt und Karlsruhe. Die Regionalexpresszüge der Relation Neustadt–Karlsruhe sowie solche der Regionalbahnlinie Neustadt–Wissembourg durchfahren ihn ohne Halt.

### Güterverkehr
1871 bedienten pro Richtung drei Güterzüge – darunter zwei Kohlezüge – den Bahnhof, die sich vor Ort vier beziehungsweise fünf Minuten lang aufhielten. Anfang des 20. Jahrhunderts bedienten Güterzüge der Relationen Neustadt–Weißenburg den Bahnhof. Am 30. Mai 1976 wurden sämtliche Bahnhöfe außerhalb von Eisenbahnknotenpunkten als eigenständige Gütertarifpunkte geschlossen, wovon auch der Bahnhof Rohrbach-Steinweiler betroffen war. Fortan bedienten Übergabezüge den Bahnhof, der ab dieser Zeit als Satellit des Landauer Hauptbahnhofs fungierte. Inzwischen ist dieser komplett zum Erliegen gekommen.